# Фарфор Медичи

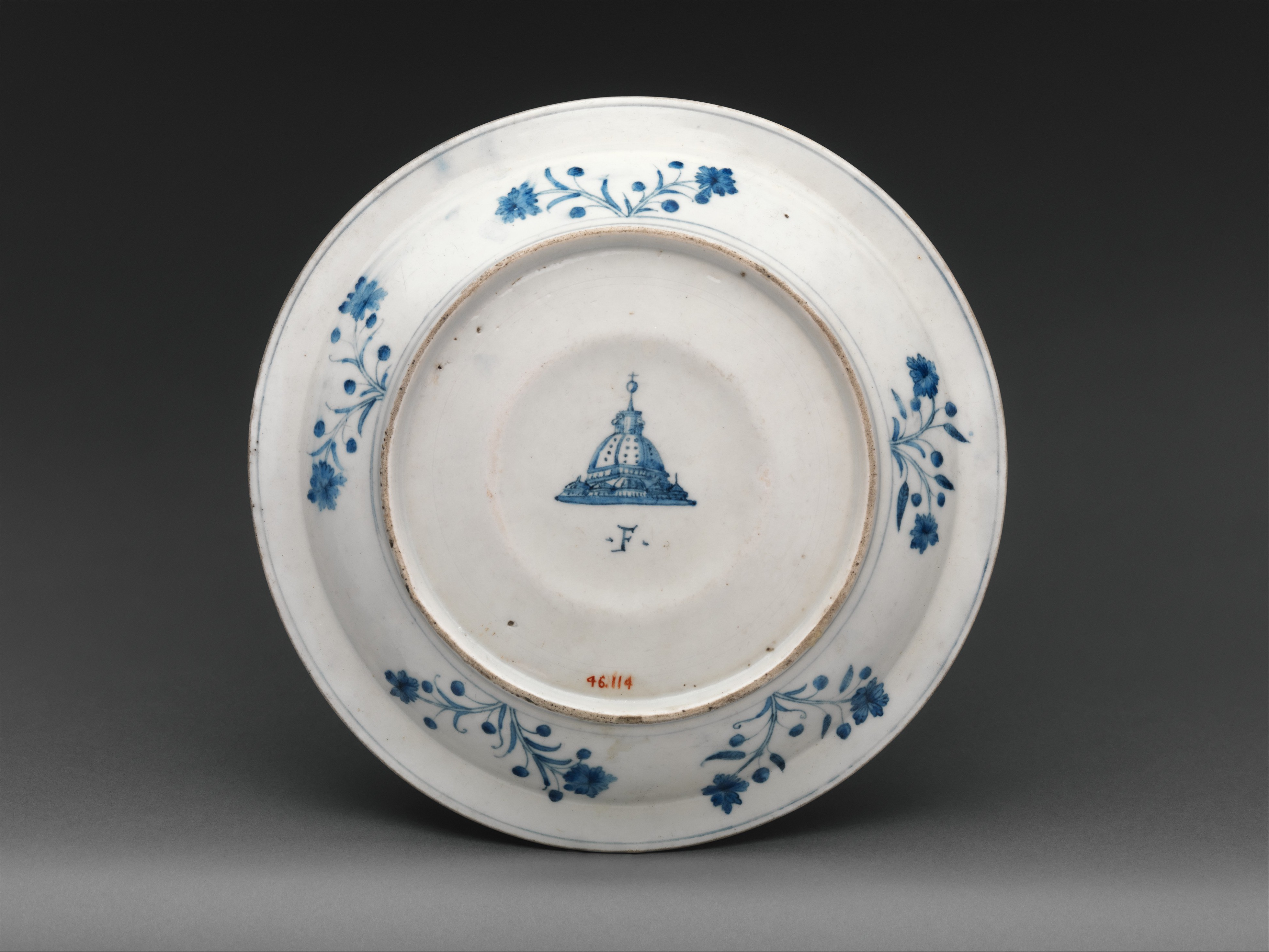
Блюдо с маркой мастерской Медичи на оборотной стороне

Фарфор Медичи (итал. La porcellana Medici) — первый достоверно известный опыт изготовления европейцами так называемого мягкого фарфора, осуществлённый в конце XVI века во Флоренции, в мастерской под покровительством великого герцога тосканского Франческо I Медичи. Фарфор Медичи наряду с произведениями более известной итальянской майолики представляет собой оригинальное достояние искусства эпохи итальянского Возрождения.

## История
До середины XVIII века «китайский секрет» получения настоящего твёрдого фарфора ещё не был раскрыт. Мастера не знали в точности компонентов и технологии его производства, хотя зависть к мастерам китайского фарфора, продукция которых экспортировалась в Европу, была велика. Для создания настоящего фарфора нужна чистая белая глина — каолин, полевой шпат и кварц, которые после соответствующей обработки и обжига при высокой температуре: около 900—1000° С создают звонкий и полупрозрачный в тонких слоях «остеклованный» (в отличие от фаянса и полуфаянса) «черепок» (профессиональный термин, обозначающий неглазурованную обожжённую массу).
Джорджо Вазари сообщал, что эксперименты по поиску «китайского секрета» проводились во флорентийской мастерской в Казино Медичи ди Сан-Марко во Флоренции уже в 1568 году, но первые успехи, вероятно, следует отнести к дате не ранее 1575 года, когда венецианский посол Андреа Гуссони сообщал, что Франческо Медичи открыл способ производства фарфора, и также указал на его качества: прозрачность, твёрдость, лёгкость и изящество. По сообщению Гуссони, для разработки технологии производство потребовалось десять лет.
Изделия мастерской Медичи не предназначались для коммерческой продажи, а использовались в основном в качестве дипломатических подарков — к примеру, для подарка королю Испании Филиппу II.
На некоторых изделиях видны изъяны: пузырьки и трещины глазури, нечёткие узоры с попытками исправления, слишком яркие или блёклые цвета, возникающие после обжига. К тому же в конечном итоге производство длилось относительно недолго: необходимость высокой температуры обжига изделий, трудно достижимая в XVI веке, и, как следствие, непомерные расходы, привели к тому, что производство было остановлено после смерти герцога Франческо в 1587 году.
Когда герцог Франческо умер, его младший брат кардинал Фердинандо Медичи, унаследовав его титул, привёз с собой во Флоренцию прекрасную коллекцию китайского фарфора с виллы Медичи в Риме вместе с картинами и ценными предметами старины. Наследники из лотарингского Дома Медичи также владели настоящим фарфором. В 1772 году на аукционе изделия мягкого фарфора, хранившиеся в Палаццо Веккьо были потеснены настоящим фарфором. В описи 1588 года, составленной после смерти Франческо, зафиксировано наличие триста десяти предметов. Больше о них не упоминалось до середины XIX века, когда к ним возродился интерес. До нашего времени сохранилось около шестидесяти.
В России в XIX веке распространился термин «медицис», или «медичис», причём этим словом также называли большие парадные фарфоровые вазы кратерообразной формы, не имеющие отношения к мануфактуре Медичи во Флоренции. Это значение возникло по ассоциации с известным мраморным «Кратером Медичи», или «Вазой Медичи», ныне хранящейся в галерее Уффици во Флоренции.

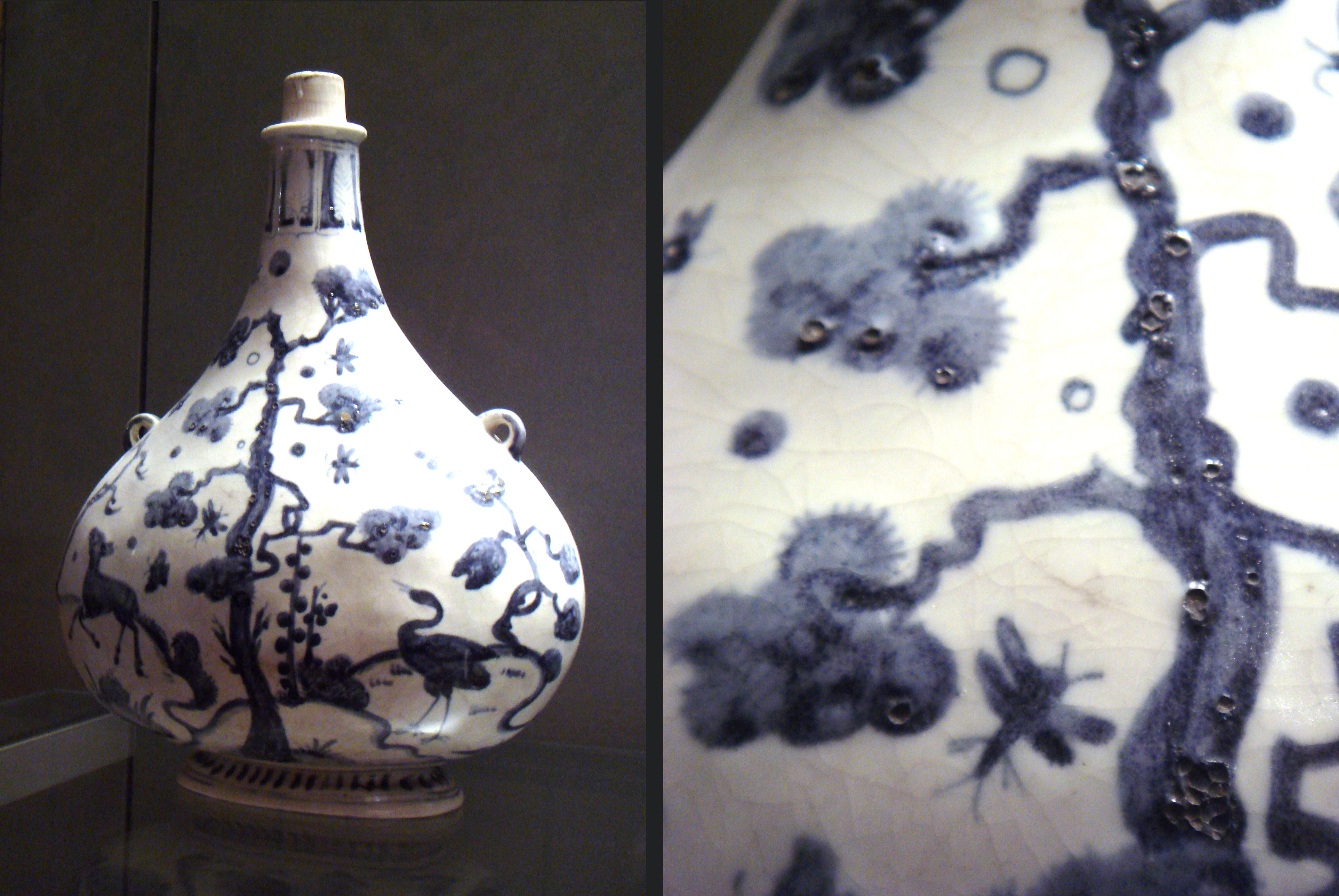
Бутыль мастерской Медичи. Увеличенная деталь

## Особенности технологии
Мягкий фарфор позднее стали называть «мягким тестом» (фр. pâte tendre), или «фриттовым фарфором» (нем. Frittenporzellan, от итал. fritta — месиво, смесь). Он разнообразен по химическому составу и состоит из 25—40 % каолина, 45 % кварца и 30 % полевого шпата. Температура обжига не превышает 1300—1350 °C. В XVIII веке использовали мягкий фарфор (без каолина), состоящий из кремнезёма (кварцевого песка), селитры, поваренной соли (в ней присутствует натрий), щёлочи в виде соды (окиси натрия), квасцов и гипса. Такая масса имеет низкую температуру плавления, по составу она близка стеклу. Прибавление гипса или мела в отношении 3:1 придавало ей белый цвет, напоминающий настоящий фарфор.
Высокое содержание полевого шпата (от 30 до 36 %) снижает температуру плавления, что особенно важно при несовершенстве технологии обжига, но уменьшает твёрдость изделий, их глазурь подвержена механическим повреждениям, легко царапается ножом и вилкой (отсюда, отчасти, название). По составу мягкий фарфор близок молочному стеклу.
Основа фарфора Медичи представляла собой разновидность мягкой фарфоровой пасты, состоящей из белой глины, содержащей порошок полевого шпата, фосфата кальция и волластонита (CaSiO3) с добавлением измельчённого кварца. Глазурь содержала фосфат кальция, что указывает на использование исламской техники использования обожжённой кости для изготовления непрозрачной белой глазури.

## Характеристика изделий
Сохранилось около шестидесяти экземпляров фарфора Медичи, находящихся в музейных коллекциях по всему миру: тарелки, блюда, фляги, кувшины. Фарфор Медичи красками и рисунком росписи в основном копировал традиционную китайскую бело-синюю керамику, встречались и мотивы, характерные для турецкой керамики из Изника.
Изделия «медицейского фарфора» прежде всего характерны подглазурной росписью синим кобальтом по белому фону — чаще гротесками и стилизованными листьями, иногда с добавлением фиолетовой краски и позолоты.
Экспериментальное производство располагалось в Казино Сан-Марко во Флоренции между 1575 и 1587 годами. На оборотной стороне некоторых изделий изображён знаменитый купол собора Санта-Мария-дель-Фьоре Ф. Брунеллески и заглавная литера «F», на других изображены медицинские пилюли из герба Медичи.

## Термин «медичис» в России
В России в XIX веке распространился термин «медицис», или «медичис», причём этим словом также называли большие парадные фарфоровые вазы кратерообразной формы, не имеющие отношения к мануфактуре Медичи во Флоренции. Это значение возникло по ассоциации с известным мраморным «Кратером Медичи», или «Вазой Медичи», ныне хранящейся в галерее Уффици во Флоренции.